# King Animal
| 전문가 평가        | 전문가 평가 |
| 총 점수            | 총 점수     |
| 출처               | 점수        |
| ------------------ | ----------- |
| 메타크리틱         | 70/100      |
| 평가 점수          |             |
| 출처               | 점수        |
| AllMusic           | [ 8 ]       |
| Alternative Press  | [ 9 ]       |
| Artistdirect       | [ 4 ]       |
| BBC Music          | (favorable) |
| Drowned in Sound   | 7/10        |
| The Guardian       | [ 3 ]       |
| Pitchfork          | 5.9/10      |
| The Phoenix        | [ 12 ]      |
| Rolling Stone      | [ 13 ]      |
| The New York Times | (favorable) |

《King Animal》은 미국의 록 밴드 사운드가든의 여섯 번째이자 마지막 스튜디오 음반이다. 2012년 11월 13일, 미국의 세븐 포 엔터테인먼트와 리퍼블릭 레코드에 의해 발매되었고, 그 외 세계에서는 버티고 레코드에 의해 발매되었다. 밴드와 애덤 캐스퍼가 프로듀싱한 이 음반은 밴드의 16년 만의 첫 번째 음반이며, 1988년 《Ultramega OK》 이후 A&M 레코드에 발매되지 않은 첫 번째 음반이다. 하지만 리퍼블릭, 버티고, A&M은 모두 유니버설 뮤직 그룹이 소유하고 있다. 이 음반은 2017년 프론트맨 크리스 코넬이 사망하기 전에 발매될 사운드가든의 마지막 스튜디오 음반이기도 하다.

## 배경 및 녹음
2010년 1월, 크리스 코넬은 사운드가든이 해체된 지 13년 만에 재결합했다고 발표했다. 처음에 밴드는 단지 오래된 노래를 다시 배우고 라이브로 연주하는 것에 관심이 있었지만, 코넬은 "한 곡을 녹음하는 것은, 사운드가든적인 느낌을 받는 것이 얼마나 나중에 이 정도 시간이 걸릴지 듣는 것"이라고 선언했다. 밴드의 첫 번째 스튜디오 작업은 기타리스트 킴 타일이 "우리의 진화를 창조적으로 보여주었다"고 말한 컴필레이션 음반 《Telephantasm》의 곡 〈Black Rain〉을 끝낸 것이었고, 2010년 말 드러머 맷 캐머런은 잼 세션을 통해 몇몇 곡의 아이디어를 보여주고 밴드가 더 많이 작곡하도록 스튜디오 시간을 예약했다. 2011년 2월, 사운드가든의 홈페이지를 통해 그들이 새로운 곡을 쓰기 시작했다고 발표되었다. 한 달 후, 녹음 세션은 시애틀의 스튜디오 X에서 프로듀서 애덤 캐스퍼의 지휘로 시작되었다. 코넬은 이번 달 말까지 세션이 중단되어 사운드가든 콘서트와 함께 그의 솔로 투어를 진행할 수 있었다. A&M 레코드와의 계약이 컴필레이션 음반 《Telephantasm》과 라이브 음반 《Live on I-5》를 발매함으로써 이루어졌기 때문에, 사운드가든은 이 음반을 독립적으로 제작했다.
캐머런은 2011년에 음반이 발매될 것이라고 주장했지만, 타일이 "우리가 더 많이 즐길수록, 우리의 팬들은 더 많이 즐기게 될 것이다"라고 말함에 따라 녹음은 길어졌다. 10월, 코넬은 음반이 "대부분 완성되었기 때문에, 우리는 단지 몇 곡의 노래를 끝내고 섞기만 하면 되기 때문에, 아마도 연휴 동안 그 일이 일어날 것이다"라고 밴드가 12월에 스튜디오로 돌아올 것이라고 말했다.
2012년 5월, 밴드는 그해 10월 발매를 목표로 하고 있다고 보고했다. 2012년 9월 17일, 이 음반의 제목은 《King Animal》이며 2012년 11월 13일에 발매될 것이라고 발표되었다. 《King Animal》이라는 제목을 설명하면서, 코넬은 밴드가 "작은 연못에서 큰 물고기였고, 우리는 졸업했습니다. 우리 넷이 세상을 등진 것 같은 느낌이 들었습니다. 우리는 처음부터 분명히 그것을 가지고 있었습니다. 이 모든 시간이 흐른 후, 우리는 어떤 이상한 방법으로 인내했습니다. 그 음반은 일종의 상징이자 그것을 보여주는 것으로 눈에 띄죠."

## 상업적 성과
《King Animal》은 발매 첫 주에 미국에서 8만 3천 장을 팔아 빌보드 200 차트 5위에 올랐으며, 이는 사운드가든의 이전 두 스튜디오 음반인 《Superunknown》 (1994년)과 《Down on the Upside》 (1996년)에 이어 세 번째로 높은 순위에 올랐다. 2016년 11월 기준으로 미국에서 235,000장이 팔렸다.
이 음반은 호주와 독일 음반 차트에서 10위권, 아일랜드와 노르웨이의 음반 차트에서 15위권, 네덜란드, 스웨덴, 영국의 음반 차트에서 30위권에 진입했다.

## 곡 목록
| #   | 제목                          | 작사·작곡                     | 재생 시간 |
| --- | ----------------------------- | ----------------------------- | --------- |
| 1.  | 〈Been Away Too Long〉        | 크리스 코넬, 벤 셰퍼드        | 3:36      |
| 2.  | 〈Non-State Actor〉           | 킴 타일, 코넬, 셰퍼드         | 3:57      |
| 3.  | 〈By Crooked Steps〉          | 맷 캐머런, 셰퍼드, 타일, 코넬 | 4:00      |
| 4.  | 〈A Thousand Days Before〉    | 코넬, 타일                    | 4:23      |
| 5.  | 〈Blood on the Valley Floor〉 | 코넬, 타일                    | 3:48      |
| 6.  | 〈Bones of Birds〉            | 코넬                          | 4:22      |
| 7.  | 〈Taree〉                     | 코넬, 셰퍼드                  | 3:38      |
| 8.  | 〈Attrition〉                 | 셰퍼드                        | 2:52      |
| 9.  | 〈Black Saturday〉            | 코넬                          | 3:29      |
| 10. | 〈Halfway There〉             | 코넬                          | 3:16      |
| 11. | 〈Worse Dreams〉              | 코넬                          | 4:53      |
| 12. | 〈Eyelid's Mouth〉            | 캐머런                        | 4:39      |
| 13. | 〈Rowing〉                    | 셰퍼드, 코렐                  | 5:08      |